# L'Homme qui tua le crocodile
 (août 2024).
Si vous disposez d'ouvrages ou d'articles de référence ou si vous connaissez des sites web de qualité traitant du thème abordé ici, merci de compléter l'article en donnant les références utiles à sa vérifiabilité et en les liant à la section « Notes et références ».
L'Homme qui tua le crocodile est une tragi-comédie de Sylvain Bemba, parue en 1972. Cette œuvre s'inspire de l'histoire de Samba, l'un des Contes de la brousse et de la forêt.

## Personnages principaux
- L'amuseur public : un bouffon, un chroniqueur, un philosophe et un informateur
- Henri Balou : un institutueur âgé de 45 ans
- Jean : le fils de l'instituteur
- Thérèse : la femme de l'instituteur
- Theobald N'Gandou : un homme d'affaires âgé de 40 ans
- Suzanne : la femme de Théobald N'Gandou
- Parfaite : la fille de Théobald N'Gandou
- Django : l'homme  à tout faire de Théobald N'Gandou
- Un groupe de badauds

## Résumé de l'œuvre
L'histoire se passe à Brazzaville, dans un quartier imaginaire. Théobald N'Gandou est un commerçant avide de puissance et d'argent. Pour atteindre ses objectifs, c'est-à-dire devenir toujours plus puissant, il prête de l'argent aux contribuables de son quartier, en imposant à ceux-ci des intérêts élevés, de sorte que ces derniers lui sont toujours redevables. L'usurier demande alors à chacun de ses débiteurs de lui donner sa femme ou sa fille, menaçant, à défaut, de traîner celui-ci en justice pour non-paiement de la dette.
Néanmoins, un instituteur lutte courageusement contre Théobald N'Gandou et refuse d'entrer dans le système imposé par le commerçant. Il s'agit pour lui d'empêcher que la richesse étouffe les valeurs humaines telles que le sens moral, la justice, l'amour ou l'amitié. À la fin de la pièce, l'honnêteté triomphe de la puissance et de l'argent.

## Contexte sociologique
Comme dans d'autres pièces de Sylvain Bemba, le réel et l'imaginaire interfèrent au sein du texte dramatique.
L'histoire est l'image des veillées mortuaires dans l'espace urbain du Congo. Le contexte sociologique repose sur deux oppositions : d'un côté un milieu bourgeois profondément corrompu, dirigé par Théobald N'Gandou, le crocodile qui attrape les épouses des hommes les plus démunis. De l'autre, les petites gens corruptibles, qui sont la proie des personnes nanties et peu scrupuleuses.
Cette tragi-comédie se veut le reflet de la misère qui fait que des enfants meurent car les parents n'ont pas d'argent pour les soigner et que les adultes ont faim par manque de moyens. Le monde décrit dans la pièce est en révolte contre les excès, les abus des hommes au pouvoir et l'instrumentalisation de l'homme et de la femme, tandis que les jeunes souhaitent se marier sans tenir compte du rang social.

## Procédé linguistique
Sylvain Bemba utilise plusieurs langues : le français, le kikongo, le lingala et le kimbulu-mbulu. L'intervention de ces langues entraîne des contextes linguistiques qui actualisent le récit. Le kikongo est utilisé au commencement de la pièce, créant une atmosphère propre au Congo. Le lingala s'emploie lors du refrain funèbre. C'est une sorte de formule phatique. Le kimbulu-mbulu marque sa présence par une réminiscence.